# Posthornschnecke
Die Posthornschnecke (Planorbarius corneus) ist ein Vertreter der Wasserlungenschnecken (Basommatophora) und wird zur Familie der Tellerschnecken (Planorbidae) gerechnet; sie ist nicht zu verwechseln mit der zur selben Familie gehörenden Gattung der Posthörnchen (Gyraulus) und dem Tintenfisch Posthörnchen (Spirula spirula).

## Merkmale
Sie weist ein flach trochospirales, linksgewundenes Gehäuse mit einem Durchmesser von bis zu vier Zentimetern auf. Es besteht aus 4,5 bis 5 Windungen und ist fest und dickwandig. Es weist Anwachsstreifen und gelegentlich deutliche Einschnürungen auf. Der Körper ist dunkelbraun bis rötlichschwarz. Nach dem Tod der Schnecke nimmt das leere Gehäuse nach einiger Zeit eine kalkweiße Farbe an.
Als einzige der europäischen Schneckenarten besitzt sie als Blutfarbstoff Hämoglobin und deshalb rotgefärbtes Blut. Durch die hohe Sauerstoffaffinität des Hämoglobins kann die Posthornschnecke auch in sehr sauerstoffarmen Gewässern überleben. Obwohl es sich um eine Lungenschnecke handelt, erfolgt die Atmung nur zu einem sehr geringen Teil durch die Aufnahme von atmosphärischer Luft. Es überwiegt der Gasaustausch über die Haut und eine in der Mantelhöhle („Lunge“) gelegene sekundäre Kieme (auch Pseudokieme oder Hilfskieme genannt). Diese sekundäre Kieme – ein lappenförmiger Fortsatz – ragt bei aktiven Tieren oft aus der Mantelhöhle heraus.

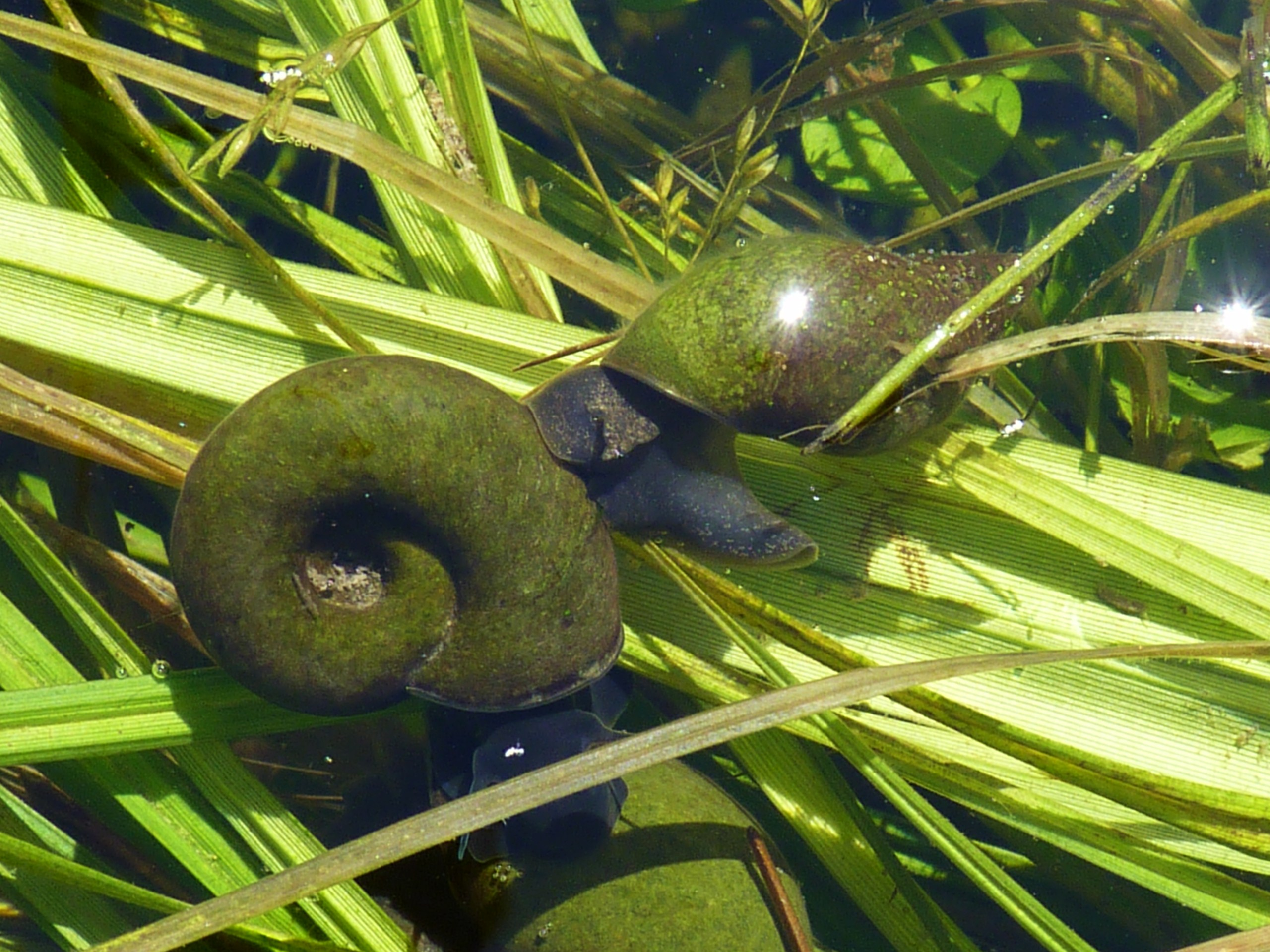
Posthornschnecke (links) mit Spitzschlammschnecke (rechts)

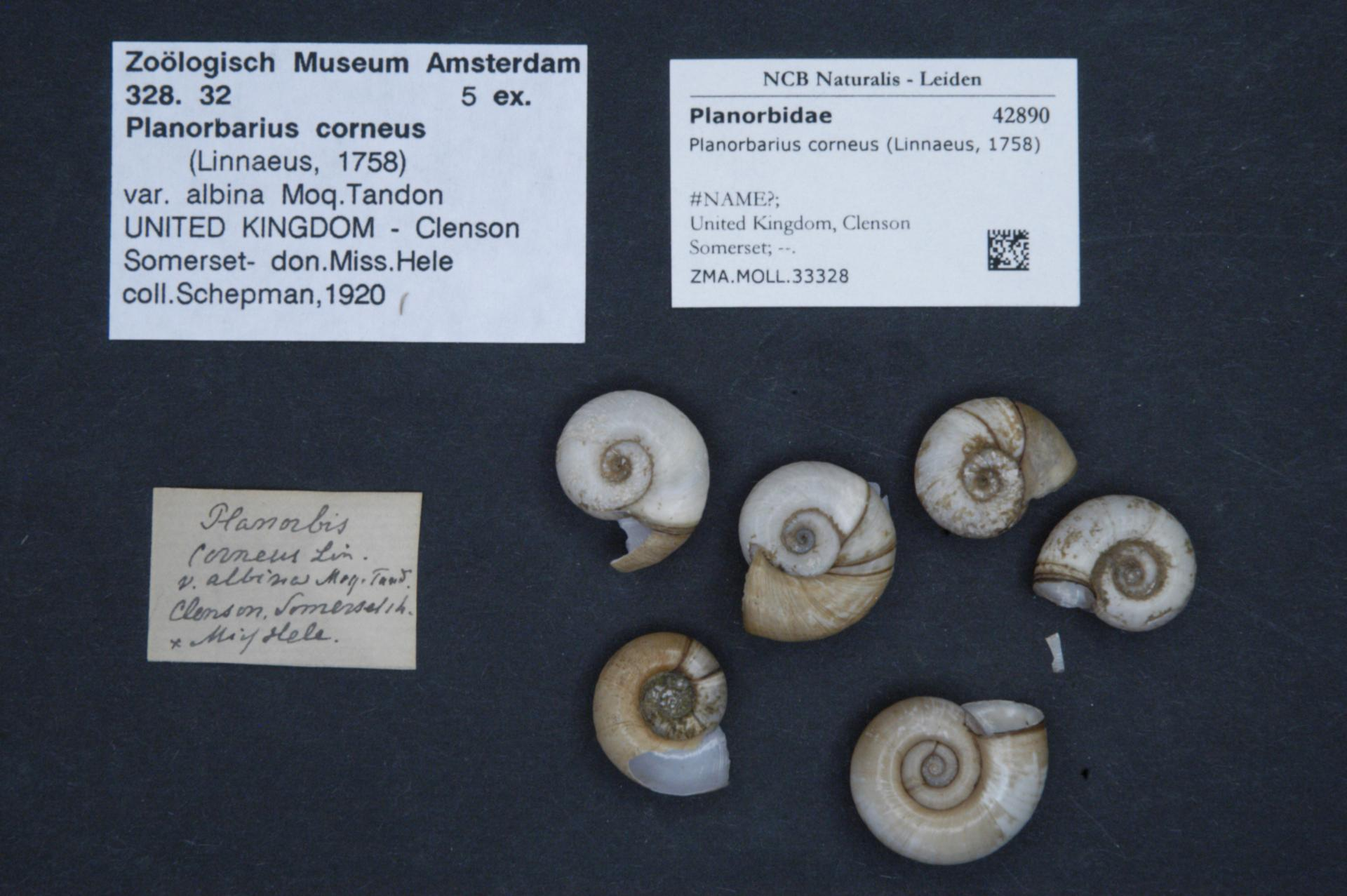
Leere Posthornschneckengehäuse nach Farbverlust

Bisweilen gibt es albinotische Tiere. Diesen fehlt das dunkle Pigment Melanin, so dass die entsprechenden Schnecken aufgrund des Hämoglobins einen roten Körper haben.

## Fortpflanzung
Wie die meisten Wasserlungenschnecken ist auch die Posthornschnecke ein Zwitter und legt im Sommer ihre Eier ab. Die Wassertemperatur muss mindestens 12 °C betragen. Die Schnecken können sich gegenseitig geschlechtlich in beide Richtung befruchten (jedes Individuum kann bei der Paarung sowohl als Weibchen als auch Männchen auftreten), in der Regel befruchten sich beide Individuen bei einer Paarung gegenseitig. Nach dem Geschlechtsakt wird im Körper der Schnecke, die den weiblichen Part abgibt, ein Vorrat der Spermien zurückgehalten, so dass sie später, getrennt von Artgenossen, noch für Nachwuchs sorgen kann. Eine „reine“ Selbstbefruchtung (ohne Partner) ist möglich, allerdings bei hoher Letalrate. Von diesen Nachkommen überleben im Schnitt nur 3 %. Die übliche, überlebensfähige Vermehrung geschieht also durch die Kreuzung zweier Exemplare.
Posthornschnecken scheiden bei der Eiablage an den Blattunterseiten und Stängeln von Wasserpflanzen oder an Steinen einen flachen geleeartigen Klumpen aus. Dieser enthält je nach Größe der Schnecke circa 10 bis 20 oder mehr Eier. Der Gallertklumpen bleibt an seinem Untergrund haften, bis die Jungschnecken herausschlüpfen. Sie benutzen schon in dem Gallert ihre Radula. Während ihres Wachstums ernähren sie sich von dem Gallert. Die Lebensdauer eines Individuums beträgt bis zu 3 Jahre.

## Lebensweise und Verbreitung
Die Posthornschnecke ist ein Allesfresser. Hauptsächlich ernährt sie sich von Algen, abgestorbenen Pflanzenteilen und Aas. Nur wenn Nahrungsmangel auftritt, frisst sie auch lebende Pflanzen. Die Posthornschnecke ist tagaktiv und lebt im Süßwasser, bevorzugt in stehenden und langsam fließenden Gewässern. Die Überwinterung der Posthornschnecke erfolgt im Schlamm. Ihr Vorkommen erstreckt sich über ganz Europa, im Osten sogar bis nach Sibirien. In Nordeuropa erstreckt sich das Vorkommen bis Südnorwegen, Südschweden und Finnland. Der Saprobienindex für diese Art beträgt 2,0.

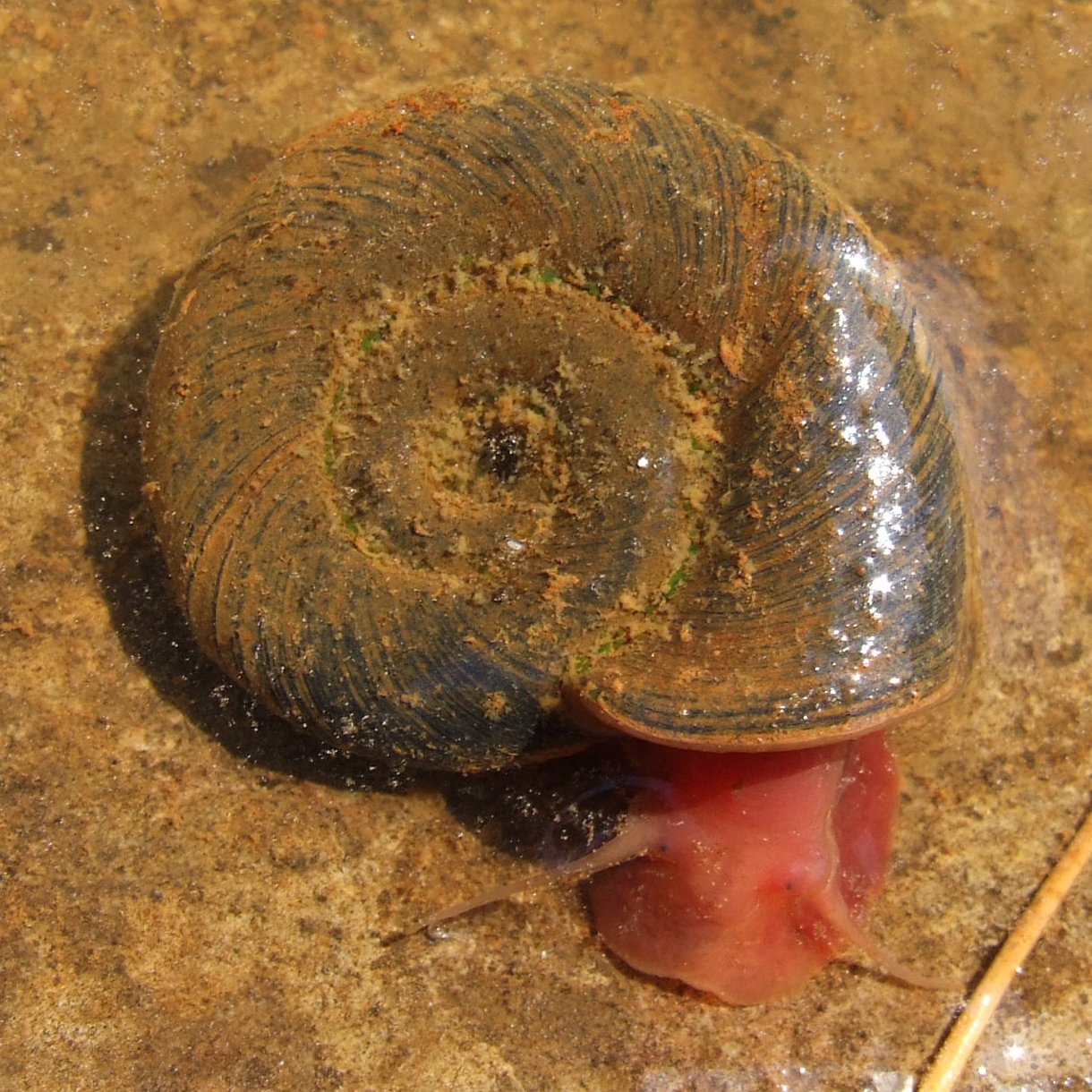
Posthornschnecke weidet Algen in einem Seerosenteich ab.
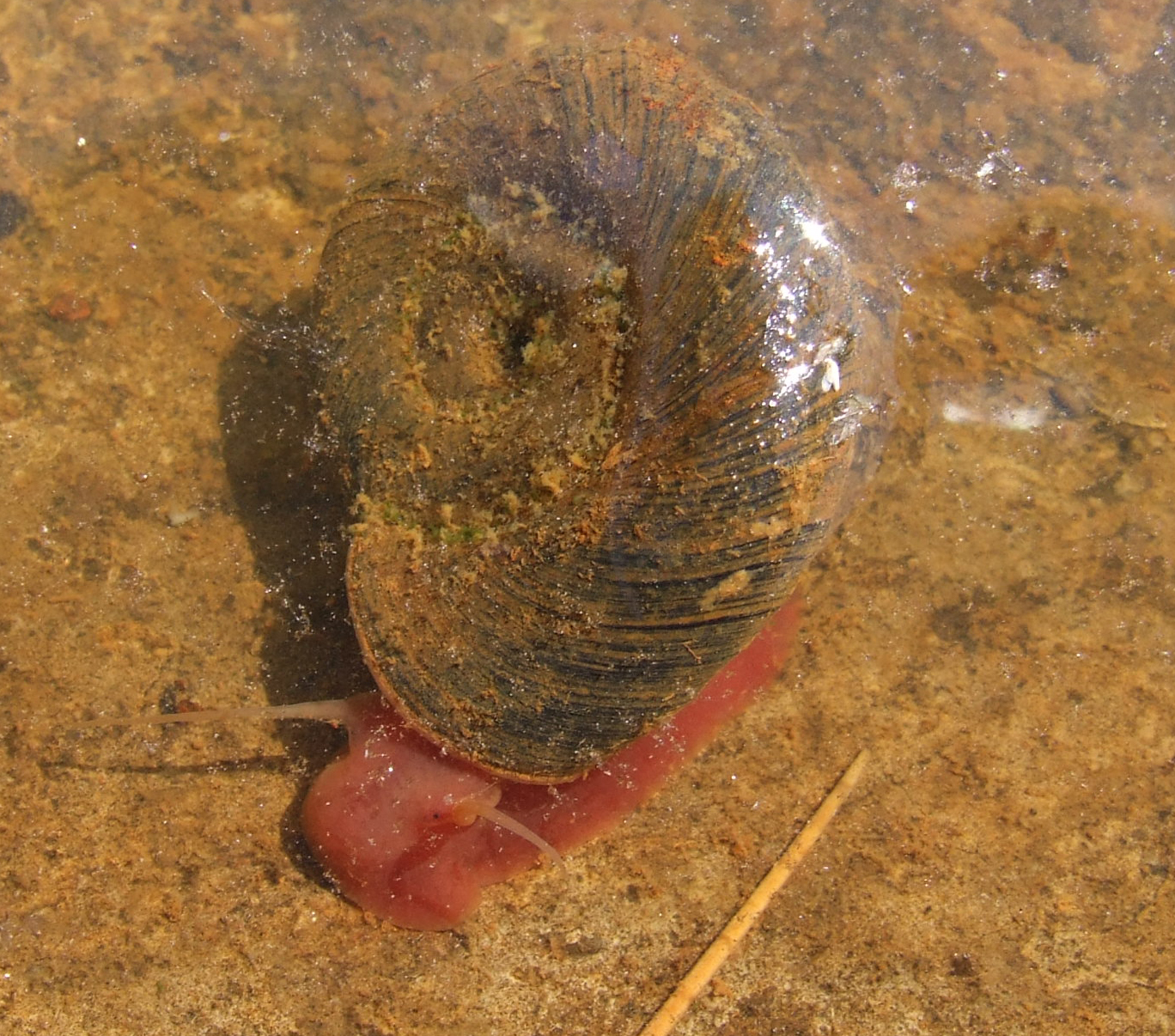
Planorbarius corneus
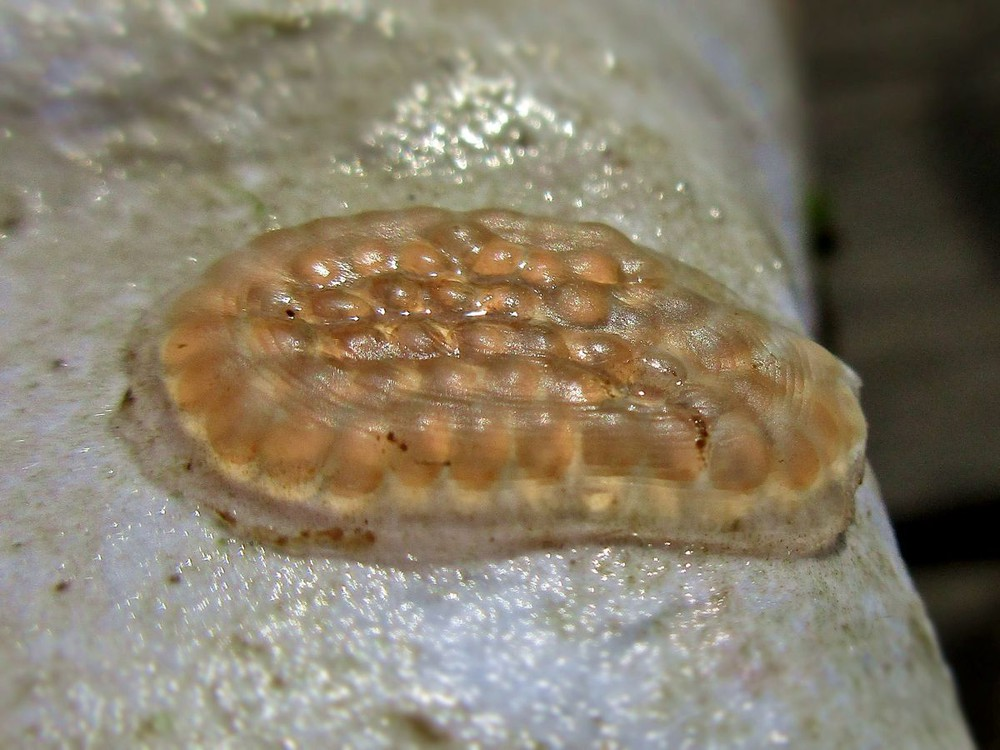
Gallert mit noch nicht geschlüpften Jungschnecken

## Aquaristik und Zuchtformen
Posthornschnecken sind ein fester Bestandteil der Aquaristik geworden. Dort wurde die in Europa heimische Art jedoch im Laufe der Zeit durch ihre wärmeliebende und deutlich kleiner bleibende kalifornische Verwandte Planorbella duryi beinahe verdrängt. Im Handel sind auch etliche erbfeste Farbformen, vor allem blaue und rosafarbene Posthornschnecken erhältlich.

## Gefährdung
Die Art wird in Österreich und der Schweiz als gefährdet eingestuft.